# Dhulnuniden
De Dhulnuniden of Dhunnuniden, in Arabische bronnen bekend als Banū Dhī al-Nūn (Arabisch: ﺑﻨﻮ ذي اﻟﻨﻭﻦ) was een Berberse dynastie die in de 11e eeuw regeerde over de Taifa van Toledo in Al-Andalus.
Volgens Ibn 'Idhari was de oorspronkelijke naam van de familie Dhannūn, wat een veel voorkomende Berberse naam was.

## Oorsprong
De Dhulnunids waren een Berberse familie van de Hawwara-stam die ten tijde van de islamitische verovering naar Iberië kwamen. Ze vestigden zich in het hart van Santabariyya of Shant Bariya (Santaver in de provincie Cuenca) en door een proces van culturele arabisering tussen de 8e en 10e eeuw veranderden ze hun naam van de Berber Zennún in de gearabiseerde vorm dhi-l-Nun.Tijdens de tweede helft van de 9e eeuw kregen ze de controle over een groot gebied dat Uclés, Huete, Cuenca, Huélamo, Las Valeras, Alarcón en Iniesta omvatte. Vanwege de geografische isolatie van het gebied waren ze voortdurend in opstand tegen het Kalifaat van Córdoba, handhaafden ze een zekere onafhankelijkheid en bedreigden ze periodiek Toledo.
Met het verval van het Omajjadische Kalifaat van Córdoba in het begin van de 11e eeuw, verleende kalief Sulayman ibn al-Hakam Abd el-Rahman ibn Di-l-Nun de heerschappij van Santaver, Huete, Uclés en Cuenca, samen met de titel van Násir ad-Dawla . In 1018 vertrouwde diezelfde Abd al-Rahman de regering van Uclés toe aan zijn zoon Ismail, die hij ook naar Toledo stuurde op verzoek van de bevolking, die ontevreden was over hun heersers.

## De Taifa van Toledo
Deze dynastie leverde de drie heersers aan de Taifa van Toledo:
- Ismail al-Zahir (1023-1043)
- Al-Mamun (1043-1075), zoon van Ismail.
- Yahya al-Qadir (1075-1080), kleinzoon van Al-Mamun, ook een heerser van de Taifa van Valencia.

Al-Qadir was zo impopulair dat Toledo tegen hem in opstand kwam en hij de steun moest zoeken van koning Alfons VI om zijn hoofdstad terug te krijgen. Hoewel hij succesvol was, stond hij uiteindelijk de stad aan Alfons VI af in ruil voor de steun van de koning om hem in Valencia te installeren. Dit bracht een einde aan de Taifa van Toledo, en de heerschappij van Al-Qadir in Valencia kwam tot een einde door de binnenvallende Almoraviden in 1092.